# Claude Garden
Claude Garden (* 27. Februar 1937 in Verneuil-sur-Avre/Normandie; † 9. Dezember 2004 in Paris) war ein französisch-kanadischer Mundharmonikaspieler.

## Leben
Garden kam beeindruckt von Larry Adler zur Mundharmonika. Er debütierte fünfzehnjährig in dem von Albert Raisner gegründeten Mundharmonikaclub CHARM mit Mozarts Türkischem Marsch, am Klavier von seiner Mutter begleitet. In den 1950er Jahren wurde er mit Auftritten bei Konzerten und im Radio und mit Plattenaufnahmen populär. Durch Martial Solal, Nicole Croisille, Luigi Trussardi und Maurice Vander wurde er Ende der 1960er Jahre mit der Jazzmusik vertraut. Auf Tournee begleitete er Musiker wie Jacques Brel, Zizi Jeanmaire, Johnny Hallyday und Raymond Devos.
Von 1970 bis 1972 hatte Garden einen Job auf dem Kreuzfahrtschiff France. Dort lernte er Salvador Dalí kennen, der ihn einlud, mehrere Jahre lang regelmäßig im Saint Regis Hotel in New York zu spielen, wo er wohnte. Darüber hinaus hatte er in den USA nur zwei weitere Auftritte: Mit dem Boston Pops Orchestra spielte er Arthur Benjamins Konzert, und in der Carnegie Hall Henri Sauguets Konzert. Großen Erfolg hatte er hingegen in Kanada, wo er mit Félix Leclerc eine Platte aufnahm, mit Robert Charlebois und Gilles Vigneault auftrat und für die Jeunesses Musicales du Quebec eine große Nordamerikatournee unternahm. François Dompierre komponierte für ihn das Mundharmonikakonzert Harmonica Flash, das er mit dem Orchestre symphonique de Montréal unter Leitung von Charles Dutoit für die Deutsche Grammophon aufnahm. Garden lebte bis 1985 in Kanada und erhielt auch die kanadische Staatsbürgerschaft.
Nach einem Aufenthalt in der Karibik unternahm Garden Ende 1985 mit dem Dirigenten Paul Mauriat seine erste Japantournee. Im Folgejahr nahm er zwei Alben mit Jean Labre auf. Ende der 1980er Jahre unterrichtete er im Musikgeschäft Ménétrier in Paris chromatische Mundharmonika. In den 1990er Jahren gab er Konzerte u. a. in Deutschland, den USA, China, Korea, Malaysia, Kanada und Taiwan. Ab 1992 kehrte er jährlich zu Konzerten, Tourneen und Meisterklassen, Fernsehshows und Privatstunden nach Japan zurück. Noch Anfang August 2004, wenige Wochen vor seinem Tod, trat er beim 5. Asiatic Festival in Hongkong und danach in Japan auf.